# Oberorke
Oberorke is een deel van de gemeente Vöhl in het district Waldeck-Frankenberg in Duitsland. 
Oberorke ligt aan de Uerdinger Linie, in het traditionele hessische dialectgebied. 
Oberorke ligt niet ver van Niederorke (ten zuiden van de L3084 die tussen de beide plaatsen doorloopt); echter niet in Waldeck.